# Skeo

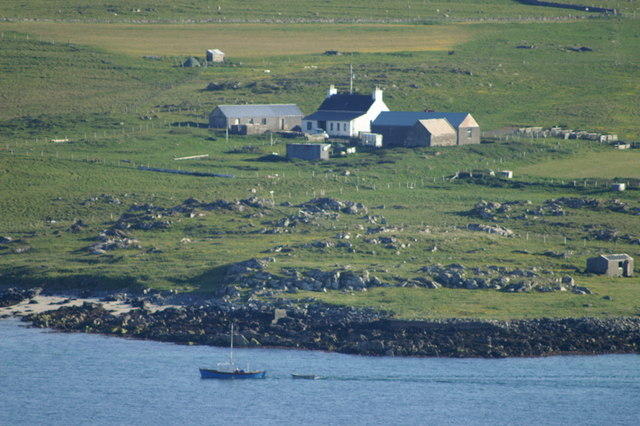
Skeo auf den Shetlands

Ein Skeo ist eine lokale Bauform, wie sie auf den zu Schottland zählenden Inselgruppen der Orkneys und Shetlands verbreitet war. Skeos sind kleine Schuppen aus Trockenmauerwerk, deren Zweck die Lufttrocknung von Fisch und Fleisch durch den die Außenwände durchziehenden Wind war. Nachdem bis in das beginnende 19. Jahrhundert die meisten Anwesen auf den Inseln einen solchen Skeo besaßen, gerieten sie in der Folge außer Gebrauch und verschwanden zunehmend. Neben den Skeos für den privaten Bedarf gab es auch größere, die einer kommerziellen Nutzung dienten. Eines der wenigen noch vorhandenen dieses Typs ist das Skeo von Symbister auf der Insel Whalsay. Es ist als Listed Building ausgewiesen und steht somit unter Denkmalschutz.
Der Begriff geht auf altnordisch skjá zurück, was ebenfalls einen Trocknungsschuppen bezeichnet und ist auch als Teil geographischer Namen anzutreffen. Das Wort fand zudem Eingang in die lokale Umgangssprache als Bezeichnung für ein Wohnhaus minderer Güte. Den Skeos in Aufbau und Zweck vergleichbar sind die Cleits, die typisch für die St. Kilda-Inseln sind.